# Кубок Казахстана по футболу 1995
Кубок Казахстана по футболу 1995 года — 4-й розыгрыш национального Кубка, в котором приняли участие 16 клубов.
Финальный матч состоялся 7 ноября 1995 года на Центральном стадионе города Алма-Ата.
Победителем Кубка стал «Елимай» из Семипалатинска, обыгравший в финале шымкентский «СКИФ-Ордабасы».

## Схема турнира
Соревнования в рамках Кубка Казахстана 1995 года проводились с 9 мая по 7 ноября 1995 года, к ним были допущены только клубы, игравшие в высшей лиге.
На каждой стадии турнира, кроме финального матча, команды, поделённые жребием на пары, играли 2 матча, по итогам которых проигравшая сторона покидала турнир.
Победители пар встречались друг с другом с учётом определённой жребием турнирной сетки. Места проведения первых и ответных матчей также определялись жребием (команда, названная первой, была хозяевом поля в первом матче).
В случае ничьей по итогам двух игр вначале действовало правило преимущества команды, которая забила больше мячей на чужом поле, а в других случаях назначались 2 дополнительных тайма по 15 минут, игра в которых продолжалась до первого забитого гола.
В случае ничейного результата после дополнительного времени победитель определялся в серии послематчевых пенальти.

## 1/8 финала
Первые матчи состоялись 9-10 мая, а ответные — 14 мая 1995 года.
| название             | счёт | название                  | 1-й матч | 2-й матч |
| -------------------- | ---- | ------------------------- | -------- | -------- |
| Тобол (Кустанай)     | 1:1  | Ансат (Павлодар)(г)       | 1:1      | 0:0      |
| Тараз (Тараз)        | 2:2  | Кайрат (Алматы)           | +:-      | 2:2      |
| Кайнар (Талдыкорган) | 2:6  | Елимай (Семипалатинск)    | 2:2      | 0:4      |
| Мунайшы (Актау)      | -:+  | Жигер (Шымкент)           | 0:2      | -:+      |
| Цесна (Акмола)       | 3:5  | СКИФ-Ордабасы (Шымкент)   | 1:2      | 2:3      |
| Батыр (Экибастуз)    | 3:1  | Восток (Усть-Каменогорск) | 3:0      | 0:1      |
| Шахтёр (Караганда)   | 2:1  | Актюбинец (Актюбинск)     | 2:0      | 0:1      |
| Горняк (Хромтау)     | 1:1  | Булат (Темиртау)(г)       | 1:1      | 0:0      |

## 1/4 финала
Первые матчи состоялись 3 июля 1995 года, ответные — 14 июля 1995 года.
| название                | счёт | название          | 1-й матч | 2-й матч |
| ----------------------- | ---- | ----------------- | -------- | -------- |
| Ансат (Павлодар)        | -:+  | Тараз (Тараз)     | 0:0      | -:+      |
| Елимай (Семипалатинск)  | 4:1  | Жигер (Шымкент)   | 3:0      | 1:1      |
| СКИФ-Ордабасы (Шымкент) | 5:4  | Батыр (Экибастуз) | 5:1      | 0:3      |
| Шахтёр (Караганда)      | 0:1  | Булат (Темиртау)  | +:-      | 0:1      |

## 1/2 финала
Первые матчи состоялись 5 августа 1995 года, ответные — 2 октября 1995 года.
| название                | счёт | название                  | 1-й матч | 2-й матч |
| ----------------------- | ---- | ------------------------- | -------- | -------- |
| Тараз (Тараз)           | 2:2  | Елимай (Семипалатинск)(г) | 2:1      | 0:1      |
| СКИФ-Ордабасы (Шымкент) | 5:3  | Булат (Темиртау)          | 3:1      | 2:2      |

## Финал
| 7 ноября 1995           | \| Елимай (Семипалатинск) \| 1:0 \| СКИФ-Ордабасы (Шымкент) \| \| Андрей Мирошниченко 87′ \| Голы \| \| | Центральный стадион Алматы Зрителей: 1 000 Судья: А. Мазманьян (Алматы) |
| Елимай (Семипалатинск)  | 1:0 | СКИФ-Ордабасы (Шымкент)                                                 |
| Андрей Мирошниченко 87′ | Голы |                                                                         |

| Победитель Кубка Казахстана по футболу 1995 |
| ------------------------------------------- |
| Елимай (Семипалатинск) Первый титул         |

## Лучшие бомбардиры розыгрыша
| Игрок                | Команда                 | Голов |
| -------------------- | ----------------------- | ----- |
| Андрей Мирошниченко  | Елимай (Семипалатинск)  | 5     |
| Сергей Когай         | СКИФ-Ордабасы (Шымкент) | 4     |
| Александр Максименко | СКИФ-Ордабасы (Шымкент) | 4     |
| Кайрат Аубакиров     | Елимай (Семипалатинск)  | 3     |